# Fornitura
Fornitura es una fajilla que suele ser utilizada como accesorio para distintos tipos de uniformes con la finalidad de transportar herramientas propias del trabajo de una manera más eficaz, ya que permite tener un acceso rápido y fácil a ellas, además de que también permite tener las manos libres para realizar algún trabajo. Su uso más común es dentro del área de la seguridad, ya sea pública, privada o en las fuerzas armadas. Las fornituras más usadas están hechas de materiales como el cuero, aunque también y dependiendo de las actividades que se van a realizar, las fabrican en otros materiales, como la carnaza, gamuza, o incluso de aleaciones.
Su uso en las fuerzas armadas y cuerpos de policía es indispensable para realizar sus actividades operativas.  Está constituida por una fajilla de color negro, funda para pistola, extensión, porta llaves, porta PR-24 o tolete, porta esposas, porta gas y porta cargadores.